# Dan és a szerelem
A Dan és a szerelem (eredeti cím: Dan in Real Life) 2007-ben bemutatott amerikai filmvígjáték, melyet Peter Hedges írt és rendezett. A főbb szerepekben Steve Carell, Alison Pill, Juliette Binoche, Dianne Wiest, John Mahoney és Dane Cook látható.

## Cselekmény
Dan Burns özvegy férfi, gyereknevelési tanácsadóként dolgozik egy újságnál, elismert és népszerű szakember. Ennek ellenére három lányával nem felhőtlen a viszonya és nemsokára újabb családi probléma merül fel: a lány, akivel megismerkedik és egymásba szeretnek, Burns öccsének az új barátnője.

## Szereplők
| Szerep                                            | Színész          | Magyar hang        |
| ------------------------------------------------- | ---------------- | ------------------ |
| Dan Burns                                         | Steve Carell     | Kassai Károly      |
| Jane Burns, Dan legidősebb lánya                  | Alison Pill      | Csuha Bori         |
| Cara Burns, Dan második lánya                     | Britt Robertson  | Kardos Eszter      |
| Lilly Burns, Dan legkisebb lánya                  | Marlene Lawston  | Kardos Lili        |
| Mitch Burns, Dan öccse                            | Dane Cook        | Kárpáti Levente    |
| Anne-Marie Diamond, Mitch barátnője, Dan szerelme | Juliette Binoche | Györgyi Anna       |
| John "Poppy" Burns, Dan apja                      | John Mahoney     | Versényi László    |
| Nana Burns, Dan anyja                             | Dianne Wiest     | Menszátor Magdolna |
| Clay Burns, Dan testvére                          | Norbert Leo Butz | Epres Attila       |
| Amy Burns, Dan testvére                           | Jessica Hecht    | Major Melinda      |
| Eileen Burns, Clay felesége                       | Amy Ryan         | Ősi Ildikó         |
| Howard Wilson, Amy férje                          | Frank Wood       | Haás Vander Péter  |
| Dr. Ruthie "Pigface" Draper                       | Emily Blunt      | Csondor Kata       |
| Marty, Cara barátja                               | Felipe Dieppa    | Gacsal Ádám        |
| James Lamson, laptulajdonos                       | Bernie McInerney | Várday Zoltán      |
| Cindy Lamson, lapszerkesztő                       | Amy Landecker    | Keönch Anna        |
| könyvesbolti eladó                                | Stephen Mellor   |                    |
| rendőr                                            | Matthew Morrison |                    |
| Elliot Burns, Clay és Eileen kisebb fia           | CJ Adams         | Vadas Ádám         |